# Рэмпейдж (фильм)
«Рэмпейдж» (англ. Rampage) — американский приключенческий фильм 2018 года режиссёра Брэда Пейтона. Фильм основан на одноимённой серии игр компании Midway Games.
Слоган фильма "Он человек, а он белая горилла, кто из них сильнее?! Конечно же Скала, но город спасут они вместе!"
Фильм вышел в кинотеатрах США 13 апреля 2018 года, в России — 12 апреля 2018 года, и собрал более 428 млн долларов в мировом прокате.

## Сюжет
На орбитальной станции «Афина» проводятся эксперименты со скрещиванием генов ДНК разных живых существ. В результате мутации крыса превращается в свирепого монстра и убивает всех членов команды. Последняя уцелевшая учёная покидает станцию на спасательной капсуле, успев спасти несколько контейнеров с мутагеном. При входе в атмосферу капсула взрывается, а обломки падают на Землю.
Приматолог Дэвис Окойи держится от людей на расстоянии и имеет особую связь с необыкновенно умной гориллой-альбиносом по кличке Джордж, проведшим большую часть жизни на его попечении. После очередного посещения питомца Дэвис уезжает, а ночью контейнеры с мутагеном падают в трёх частях национального парка, заражая Джорджа, волка и крокодила. Наутро Дэвис узнаёт, что Джордж убил медведя гризли и находится в его вольере; как оказалось, за ночь он вырос почти в два раза. Горилла вырывается из клетки, и на улице его усыпляют дротиками со снотворным.
В это время владельцы корпорации, которые проводили те самые опыты в космосе, направляют профессиональных охотников, дабы поймать заражённого волка. По прибытии они находят убитую стаю, а после лично сталкиваются с десятиметровым монстром, который убивает их всех.
Узнав о произошедшем, бывшая работница корпорации Кейт Колдуэлл встречается с Окойи для разъяснения ситуации, но их обоих забирают сотрудники службы безопасности. Выясняется, что за этим стоит агент ЦРУ Рассел, цель которого — вывести семью Уайден на чистую воду из-за их манипуляции с химическим оружием; Кейт, как бывшая работница, должна помочь с этим.
Клэр Уайден, разочарованная действием наёмников, активирует на башне Уиллис Тауэр в Чикаго мощную ультразвуковую антенну, приманивая всех трёх монстров к себе. По мнению Клэр, военные уничтожат напасть, а они с братом получат остатки чудовищ, пропитанные мутагеном.
Джорджа решают перевезти на военно-транспортном самолёте, однако по пути сигнал антенны превращает его к неконтролируемого монстра, отчего он вырывается и разрушает самолёт, и тот падает. Дэвис успевает спасти Кейт и Рассела, за что последний очень ему благодарен. Обломки падают на кукурузном поле, но Джордж не погибает из-за мутагена, а направляется в Чикаго.
Рассела, Кейт и Дэвиса доставляют на военную базу, с которой отслеживают движение монстров. Волк, объединившись с гориллой, убивают военных на подступах к городу и продолжают движение. Генерал отдаёт приказ эвакуировать Чикаго и стянуть туда военную технику. Дэвис и Кейт решают отправиться в город сами, так как в небоскрёбе, в лаборатории, есть некое вещество, унимающее агрессию существ. Рассел помогает им, а сам остаётся наблюдать за ходом операции.
Монстры, ворвавшись в город, идут к цели, разрушая всё на своём пути. Вскоре из озера Мичиган появляется третий монстр — тот самый крокодил, который также сеет разрушения. Из-за безвыходной ситуации генерал отдаёт приказ сбросить на район боевых действий несколько мощнейших неядерных бомб, полностью игнорируя доводы Рассела. Кейт и Дэвис приземляются на вертолётной площадке небоскрёба и находят антидот, но брат с сестрой мешают им, раня Окойи и забирая вещество.
При попытке улететь небоскрёб начинает разрушаться под весом крокодила, уничтожающего каркас постройки, Клэр погибает, будучи проглочена Джорджем вместе с антидотом, а Уайден (брат Клэр) убегает вниз, где его встречает внезапно пришедший на помощь Рассел. Он отнимает компьютер со всеми данными и отпускает парня на улицу, где на него тут же падает гигантский камень. Уиллис Тауэр рушится, а Дэвис, используя вертолёт, вновь спасает себя и Кейт.
Когда Джордж возвращается к своей нормальной личности, Дэвис остаётся, чтобы помочь ему победить двух других животных. В это время Кейт бежит, чтобы предотвратить приказ генерала, поскольку в этой части города ещё остались люди. Джорджу и Дэвису удаётся убить волка, заставляя его залететь в челюсти крокодила, который отрывает ему голову, а затем Джордж убивает крокодила, пронзив его голову металлическим бруском. Когда угроза нейтрализована, авиаудар отменяется, Джордж помогает очистить город от мусора.

## В ролях
- Дуэйн Джонсон — Дэвис Окойи, приматолог и глава подразделения по борьбе с браконьерством из Руанды[7]. Спас Джорджа от браконьеров ещё детёнышем и обучил языку жестов.
- Наоми Харрис — доктор Кейт Колдуэлл, генетический инженер, которая объединяется с Дэвисом. Потеряла брата из-за козней Клэр.[8].
- Малин Акерман — Клэр Уайден, ответственная за инфекцию и мутацию гориллы, крокодила и волка мутагенной сывороткой, которая вызывает быстрый рост и ярость[9]. Также ответственна за разрушение Чикаго, поскольку приманила всех троих монстров в город при помощи ультразвукового сигнала. В конце фильма была съедена Джорджем вместе с антидотом, что вернуло его к адекватному состоянию.
- Джо Манганьелло — Бёрк, лидер военной группы[10][11].
- Джейк Лэси — Бретт Уайден, брат Клэр. Погиб, раздавленный камнем, упавшим с небоскрёба.[12]
- Марли Шелтон — учёный и космонавт[10][11]
- Джеффри Дин Морган — Рассел, правительственный агент, который работает в агентстве под названием OGA[11].
- Джейсон Лилз — захват движений Джорджа, альбиноса гориллы и одного из животных, поражённых странным химическим веществом[13].
- Компьютерная графика — горилла Джордж, мутировавший волк, мутировавший крокодил
- Пи Джей Бирн — Нельсон, учёный и друг Дэвиса Окойи[14]
- Джек Куэйд — Коннор[15]
- Мэтт Джеральд — Заммит[15]
- Бриэнн Хилл — Эми[12]
- Юрайя Фейбер — Гэррик[16].

## Съёмки
Основные съёмки начались 17 апреля 2017 года в Чикаго, штат Иллинойс.

## Критика
Фильм получил смешанные отзывы кинокритиков. На сайте Rotten Tomatoes фильм имеет рейтинг 51 % на основе 239 рецензий со средним баллом 5,3 из 10. На сайте Metacritic фильм имеет оценку 45 из 100 на основе 46 рецензий критиков, что соответствует статусу «смешанные или средние отзывы». На сайте CinemaScore зрители дали фильму оценку A− по шкале от A+ до F.

## Судебный иск
В конце марта 2018 года немецкий режиссёр Уве Болл пригрозил подать иск против компании Warner Bros., если студия не изменит название фильма. Болл, который являлся режиссёром и продюсером трилогии фильма «Ярость», имеющей такое же оригинальное название, утверждал, что фильм Warner Bros. «сократит» его бренд и доходы, которые он мог бы использовать для будущих частей фильмов.